# Domus de la via dell'Abbondanza
La Domus de la via dell'Abbondanza est un site archéologique situé au centre ville de Pesaro, province de Pesaro et d'Urbino dans la région des Marches,.
Elle a été découverte lors de travaux de construction en 2004 et fouillée jusqu'en 2005 ; depuis 2015, il est accessible au public et utilisable à l'aide de projections multimédias. Son aménagement d'aujourd'hui est le résultat du projet de travail réalisé par la Surintendance d'Archéologie des Marches, la Municipalité de Pesaro et le système des Musées.

## Description
Il s'agit d'un exemple de résidence noble du début de l'époque impériale romaine. Construite entre la fin du Ier siècle av. J.-C. et le début du Ier siècle, elle fut restaurée à plusieurs reprises et continua à être habité au moins jusqu'au début du IIIe siècle.

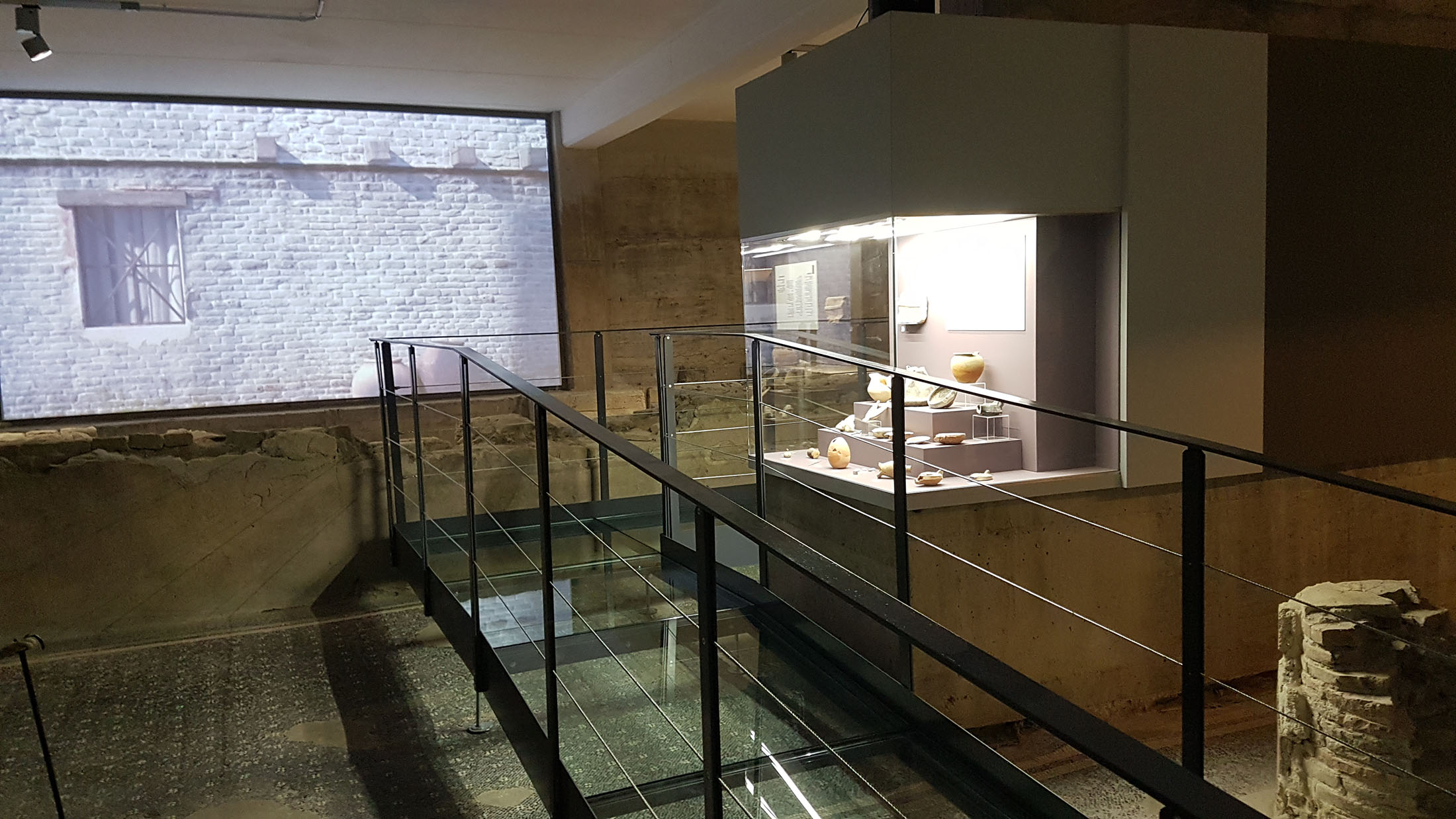
Domus via dell'Abbondanza - Pesaro

L'espace le mieux conservé est le péristyle, dont les bases de colonnes restent disposées le long des côtés intérieurs, en bordure des canaux de collecte des eaux pluviales.
Sur les côtés se trouvaient les pièces réservées à la vie privée de la famille, auxquelles on accédait par d'importants seuils en mosaïque. Les mosaïques, toutes en noir et blanc, sont largement conservées et constituent l'élément le plus fascinant de la maison.
Seules des parties des fresques subsistent au pied de certaines pièces, mais de nombreux fragments ont été retrouvés dans les fouilles ainsi que des stucs et de rares décorations en terre cuite.
La construction d'un spa est documenté par l'environnement d'un hypocauste sur suspensura remonte au Ve siècle, obtenu en fouillant l'une des salles originales de la domus, déjà abandonnée depuis un certain temps.

## Les découvertes sur le site
Les découvertes issues des fouilles sont exposées dans deux vitrines dédiées à l'époque romaine et aux phases dumédiévale et Renaissance. Se distingue par son importance la tête d'un petit Éros endormi en terre cuite.
Un grand impact est confié au parcours virtuel avec les reconstructions tridimensionnelles des anciennes salles de la domus, en outre le parcours pour les personnes ayant une déficience visuelle propose des panneaux en braille et des modèles tactiles (conservés par l'équipe scientifique du Museo tattile statale Omero.
Entre 2017 et 2018, en raison de l'afflux de visiteurs et des problèmes de conservation des mosaïques, la Surintendance de l'Archéologie, des Beaux-Arts et du Paysage des Marches a jugé nécessaire d'aménager une passerelle dans une structure métallique comme itinéraire pour éviter de piétiner les sols.